# Kalkum

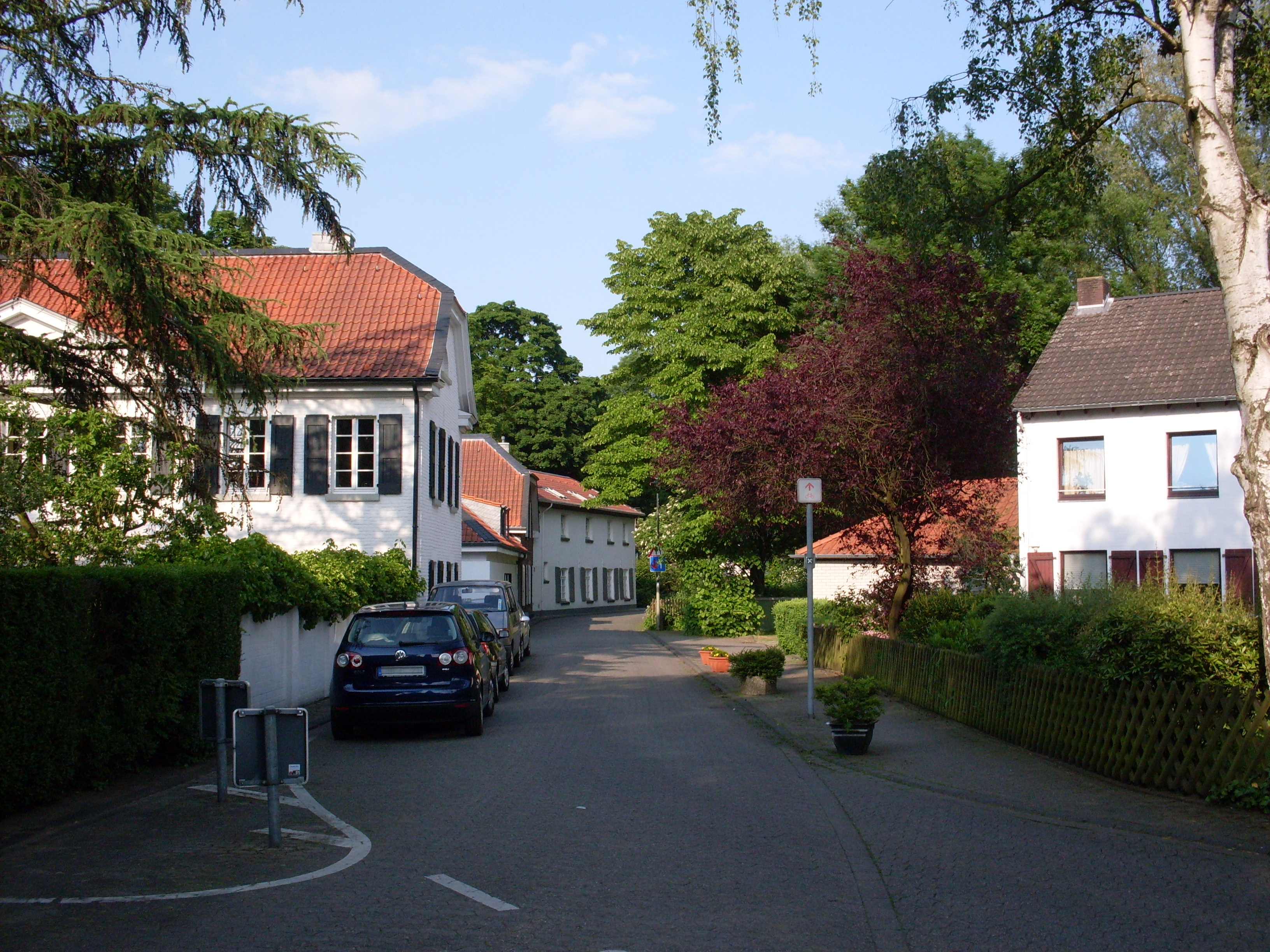
Kalkum Ortsmitte

Der Düsseldorfer Stadtteil Kalkum, bahnamtlich bis 1930 Calcum geschrieben, ist einer der ältesten Orte auf dem Düsseldorfer Stadtgebiet. Er gehört zum Düsseldorfer Stadtbezirk 5. Die örtliche Mundart spricht von Kalkem.

## Lage
Bis auf den Osten, in dem die Stadt Ratingen liegt, wird Kalkum von anderen Düsseldorfer Stadtteilen umgeben. Dies sind im Nordwesten Wittlaer, im Norden Angermund, im Süden Lohausen und im Westen Kaiserswerth.

## Geschichte
Ein Königshof Calechheim wurde erstmals in einer vor langer Zeit verlorengegangenen Schenkungsurkunde des ostfränkischen Königs Arnulf von Kärnten aus dem Jahr 892 erwähnt. Trotz des Verlusts der Urkunde ist deren Text bekannt, da dieser in einer Urkunde Kaiser Ottos des Großen aus dem Jahr 956 zitiert wird. Der früheste erhaltene urkundliche Verweis auf Kalkum stammt ebenfalls aus einer Urkunde Kaiser Ottos des Großen, der 947 dem Kloster Gandersheim die Rechte und Besitzungen bestätigte, die von seinen Vorgängern vergeben wurden. Im Text werden auch die Besitzungen in villis Cruht et Kalecheim angeführt.
Ein weiterer früher Hinweis auf Kalkum betrifft die adeligen Herren von Kalkum. Ein Willelmus de Calechheim ist für das Jahr 1176 nachweisbar. Bis zum 14. Jahrhundert wurde der namensgebende Stammsitz der Familie zu einer Wasserburg mit Vorburg erweitert. In den Jahren 1398 bis 1406 waren die Herren von Kalkum in die nach ihnen benannten Kalkumer Fehden mit der Stadt Köln verwickelt, an der sich viele bergische Ritter beteiligten. Nach einer ersten Fehde bis 1402 führte die zweite Kalkumer Fehde ab 1404 zu einer auf das nördliche Herzogtum Berg begrenzten kriegerischen Auseinandersetzung, an der auch der Erzbischof von Köln und der Graf Adolf VII. von Berg beteiligt waren. Bei diesem lokalen Krieg fielen die Söldner des Erzbischofs und der Kölner in die nördlich von Köln gelegenen bergischen Gebiete ein und überzogen diese mit Raub, Brandschatzung, Zerstörungen und Mord. Die Ratinger Vorstadt wurde niedergebrannt, des heren Arnols [von Kalkum] huyss (Haus Remberg) wurde völlig zerstört, Schloss Burg erobert und Solingen besetzt.
Mitte des 15. Jahrhunderts gelangte das Wasserschloss in Kalkum mit den zugehörigen Ländereien durch Erbschaft an die Herren von Winkelhausen. Der Letzte im Mannesstamm aus dieser Adelsfamilie vererbte 1703 über seine Tochter den Besitz an deren Ehemann aus der Adelsfamilie Hatzfeld-Wildenburg. Der Besitz in Kalkum verblieb bis zum Verkauf 1946 durch die Fürstin Marie von Hatzfeld-Wildenhorst an das Land Nordrhein-Westfalen in dieser Familie.
Die Kirche St. Lambertus in Kalkum ist erstmals für das Jahr 1206 nachweisbar. Die Kirche gehörte zu den frühen Dorfkirchen, die im Decanat Neuss bereits im 11. oder 12. Jahrhundert errichtet wurden. Im nördlichen Gebiet der Grafschaft Berg waren dies kleine dreischiffige und flachgedeckte Pfeilerbasilika. Zu diesem frühen Zeitpunkt unterstand die Kirche der Äbtissin von Gandersheim. Dieser Stift besaß in der Honschaft Kalkum weitere Pfründen. Die Kalkumer Mühle beispielsweise gehörte anfangs dem Stift Gandersheim. Später hatten die Herren von Winkelhausen die Verfügungsgewalt über die Mühle. Zum Kirchspiel Kalkum gehörten Angermund, Rahm und ein nördlicher Teil von Rath. Das Kirchspiel war relativ begütert. Bei dem Steueraufkommen von 1308 lag die Kirchengemeinde im Dekanat Neuss von 59 an sechster Stelle.
Vor Mitte des 14. Jahrhunderts war das Hauptgericht in Kreuzberg direkt für Kalkum zuständig. Danach war Kalkum an das Landgericht Angermund angeschlossen. Dieses unterstand aber wie alle Landgerichte in diesem nördlichen Bereich der Grafschaft von Berg, dem Hauptgericht in Kreuzberg.
Hinsichtlich des örtlichen Einkommens in Kalkum für Tagelöhner und Pächter von kleineren und größeren Bauernhöfen in den Gebieten, die nördlich von Düsseldorf lagen, waren Angaben in einem Verzeichnis von 1487 enthalten. In diesem war die Anzahl der Darlehensgeber für eine Zwangsanleihe für den Herzog von Berg angeführt. Lediglich Pächter von größeren Bauernhöfen dürften in der Lage gewesen sein, die erforderliche Anleihe von mindestens einem oder mehr Goldgulden aufzubringen. Mit 9 bis 14 Personen lag Kalkum mit Bockum (11 bis 12) und Rath (14 bis 22) deutlich vor den Orten: Einbrungen, Eller, Hubbelrath, Lohausen, Ludenberg, Vennhausen und Wittlar, für die alle nur zwischen 2 und 7 Anleihegeber angeführt wurden.
Durch die örtliche Nähe zu Kaiserswerth war das Ortsgebiet von Kalkum zwangsläufig auch von kriegerischen Auseinandersetzungen um die ab 1424 kurkölner Stadt mit ihrer Kaiserpfalz betroffen. Besonders die vorhandene Wasserburg Kalkum mit ihrem Gelände wurde bei diesen Ereignissen zeitweise für die Einquartierung von Truppen benutzt. Dies war sowohl im Kölner Krieg 1586 wie auch im Dreißigjährigen Krieg 1636 der Fall. Bei den kriegerischen Auseinandersetzungen des Kölner Bistumsstreits und dem Spanischen Erbfolgekrieg 1688/89 und 1702 erfolgten weitere Schäden durch durchziehende und im Kalkumer Schloss einquartierte Soldaten. Die Beschädigungen an den Gebäuden waren zwar nicht umfangreich, aber besonders die Flur bei Kalkum wurde bei diesem Ereignis durch Schanzarbeiten stark verwüstet. Auch im Siebenjährigen Krieg 1756/63 erfolgten wieder Einquartierungen durch die Truppen der am Konflikt beteiligten Staaten.
Während der Herrschaft der Franzosen im Rheinland ab 1806 gehörte Kalkum im Großherzogtum Berg zum Department Düsseldorf und Kanton Ratingen. Nach der Übernahme der Herrschaft im Rheinland durch die Preußen ab Mitte 1814 war Kalkum ein Kirchdorf im Landkreis Düsseldorf und unterstand dem Bürgermeisteramt Kaiserswerth. Um 1817 lebten im Kirchbezirk Kalkum 1115 Personen, die mit einer Ausnahme alle katholisch waren. Neben der Ortschaft Kalkum mit 474 Bewohnern gehörten zur Kirchgemeinde die Dörfer Lohausen und Zeppenheim. Außer dem Rittergut und Schloss Kalkum gab es einige außerhalb des Dorfbereiches liegende größere Einzelhöfe. Einige dieser Höfe waren damals: An den Dörnern, Forsthof und Heiderhof. Für 1836 wurde für das Kirchdorf Kalkum ohne die Bewohner des Schlosses 471 Bewohner und 112 Wohnhäuser angegeben. Zeppenheim und Calcum bildeten zu diesem Zeitpunkt wie die Ortschaften Lohausen mit Stockum eine Spezialgemeinde. 1845 wurde die Kalkumer Schlossallee, projektiert als Ausbau der Kaiserswerther-Ratinger-Chaussee, fertig gestellt. Die zwischen Ratingen und Kaiserswerth verkehrenden Postkutschen hielten vor dem 1827 erbauten Haus des Pächters und Braumeisters Peter Küpper. Die Barrierestation für Straßengeld war zugleich Gaststätte, welche ab 1895 vom Wirt Bernhard Freemann, aus Warendorf kommend, geführt wurde und unter diesem Namen bis heute bekannt ist.
1929 wurde Kalkum der neuen Verwaltungseinheit Amt Ratingen Land zugeordnet, musste aber bereits eine Fläche von 0,91 km² mit 1112 Einwohnern an Düsseldorf abtreten. 1930 verlor Kalkum die verwaltungsrechtliche Eigenständigkeit und es erfolgte per Dekret des preußischen Innenministeriums die Zusammenlegung der Flecken und Orte Bockum, Wittlaer, Kalkum mit Zeppenheim, Einbrungen, und Froschenteich zur neuen Landgemeinde Wittlaer. Im Zuge der nächsten Verwaltungsneuordnung wurde diese Großgemeinde Wittlaer zum 1. Januar 1975 der Landeshauptstadt Düsseldorf zugeschlagen. Die Stadt Düsseldorf gewährte Kalkum mit Zeppenheim unter Veränderung der Grenzziehung den Status eines eigenen Düsseldorfer Stadtteils innerhalb des Stadtbezirks 05.
Flächenmäßig gehört er mit 7,62 km² zu den größeren, aber von der Einwohnerzahl mit 1.890 eher zu den kleineren Stadtteilen. Er liegt im Norden Düsseldorfs umgeben von zahlreichen Wäldern und Feldern. Der hohe Freizeitwert sowie die Nähe zum historischen Ortskern von Kaiserswerth macht Kalkum zu einer beliebten Wohngegend. Der große Anteil an Grünflächen, Baggerseen und Wald steht unter Landschaftsschutz und soll vorläufig nicht für eine Bebauung freigegeben werden. Es überwiegt Einfamilienhausbebauung bei hohem Wohnstandard. Je nach Windrichtung können allerdings der Lärm des südlich anschließenden Flughafen Düsseldorf sowie der starke Durchgangsverkehr den friedlichen Eindruck mindern.
Kalkum gehört zu den reichsten Stadtteilen Düsseldorfs. Das jährliche Durchschnittseinkommen liegt hier bei 71.766 Euro (Stand 31. Dezember 2007).
Das Kalkumer Wasserschloss macht Kalkum zu einem attraktiven Ausflugsziel für Radfahrer aus der Umgebung. Das Schloss war früher der Stammsitz der Familie Hatzfeld und wurde wie oben erwähnt 1946 dem Land Nordrhein-Westfalen verkauft, das dort 1962 eine Zweigstelle des Hauptstaatsarchivs Düsseldorf eingerichtet hatte. Der Landschaftsgarten, der das Schloss umgibt, ist ein Teil der grünen Lunge des Stadtteils.
Sehenswert sind außerdem die im 12./13. Jahrhundert entstandene Pfarrkirche St. Lambertus und die alte Wassermühle am Schwarzbach.

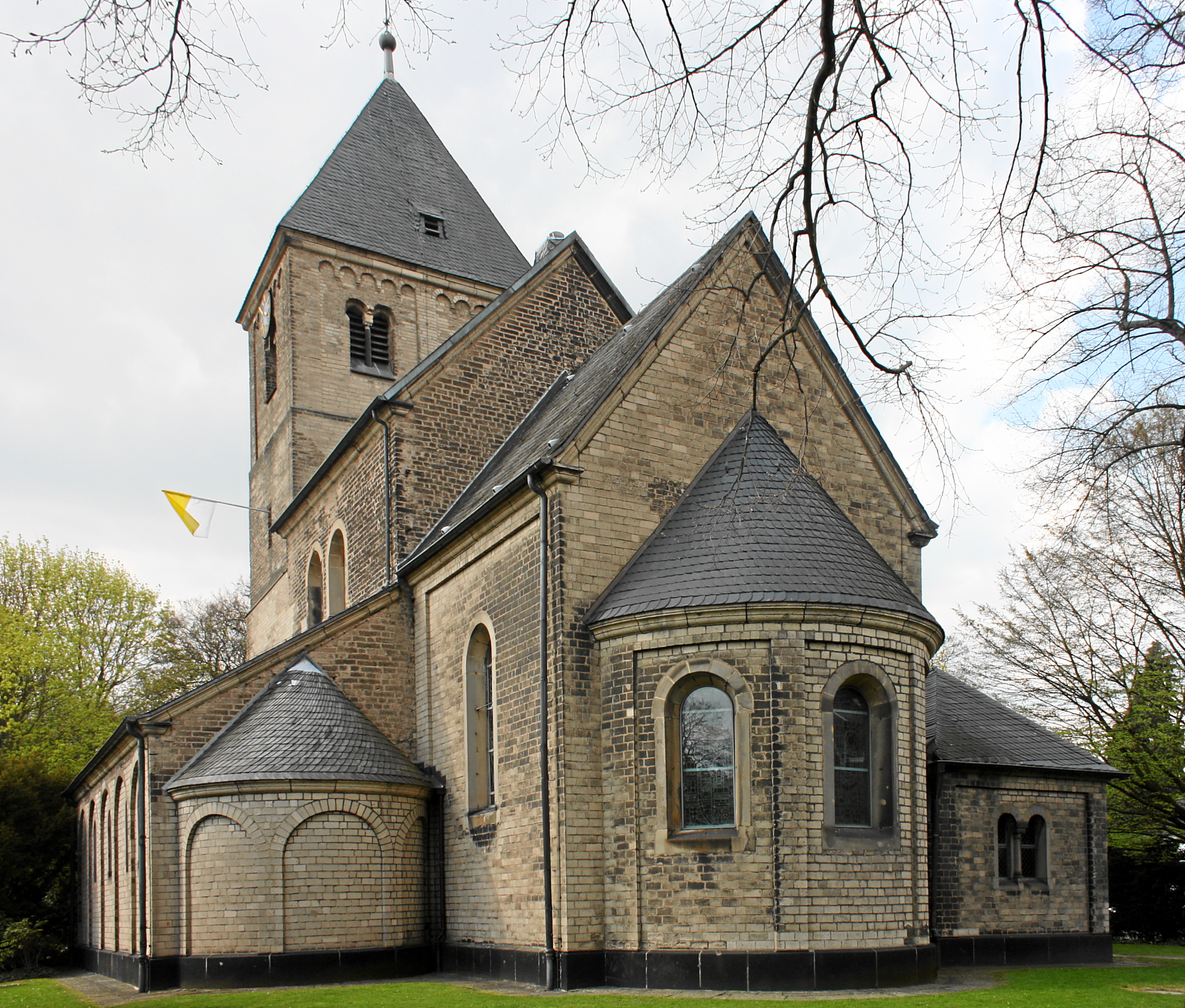
St. Lambertus zu Kalkum
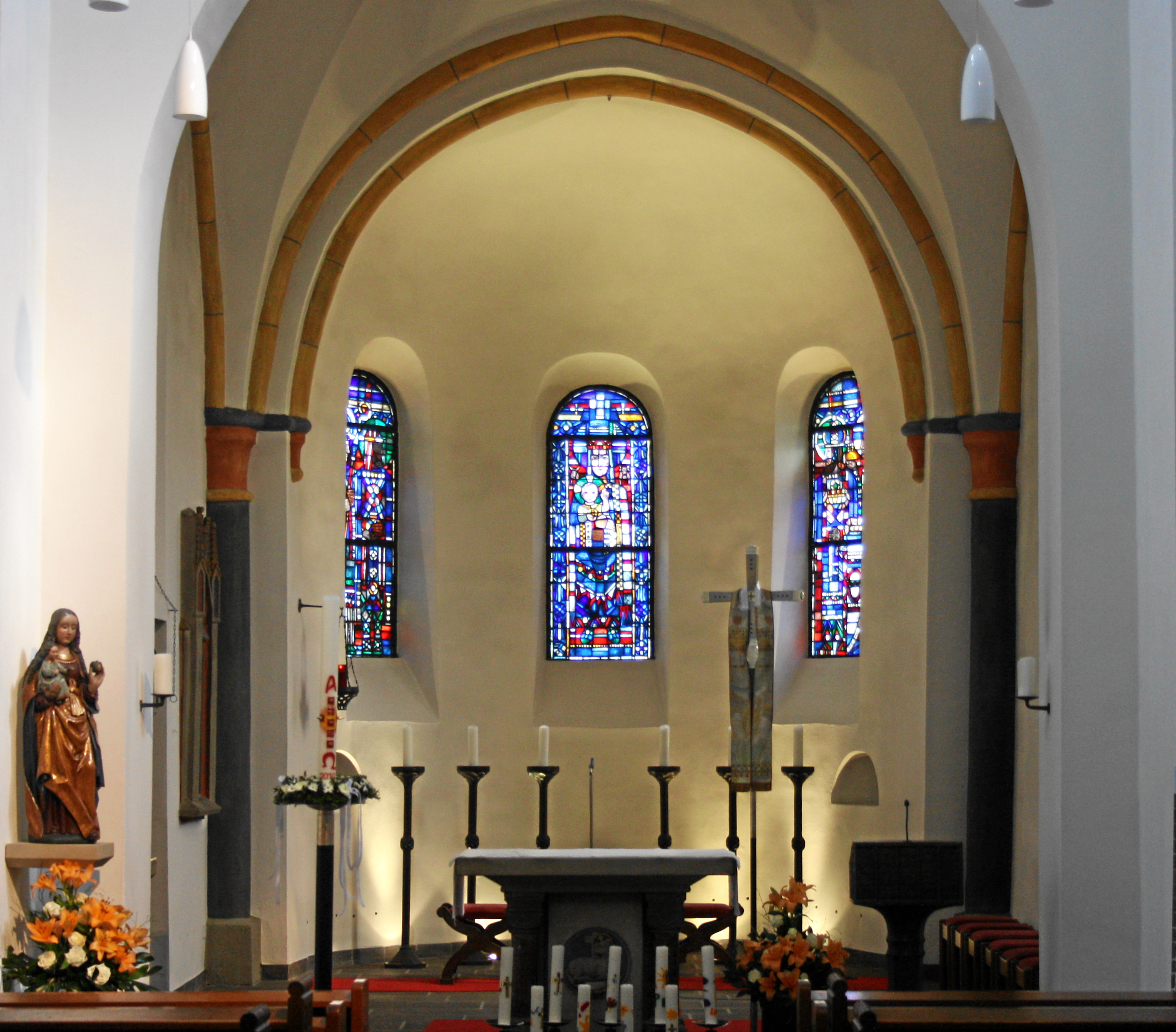
Blick in den Chor
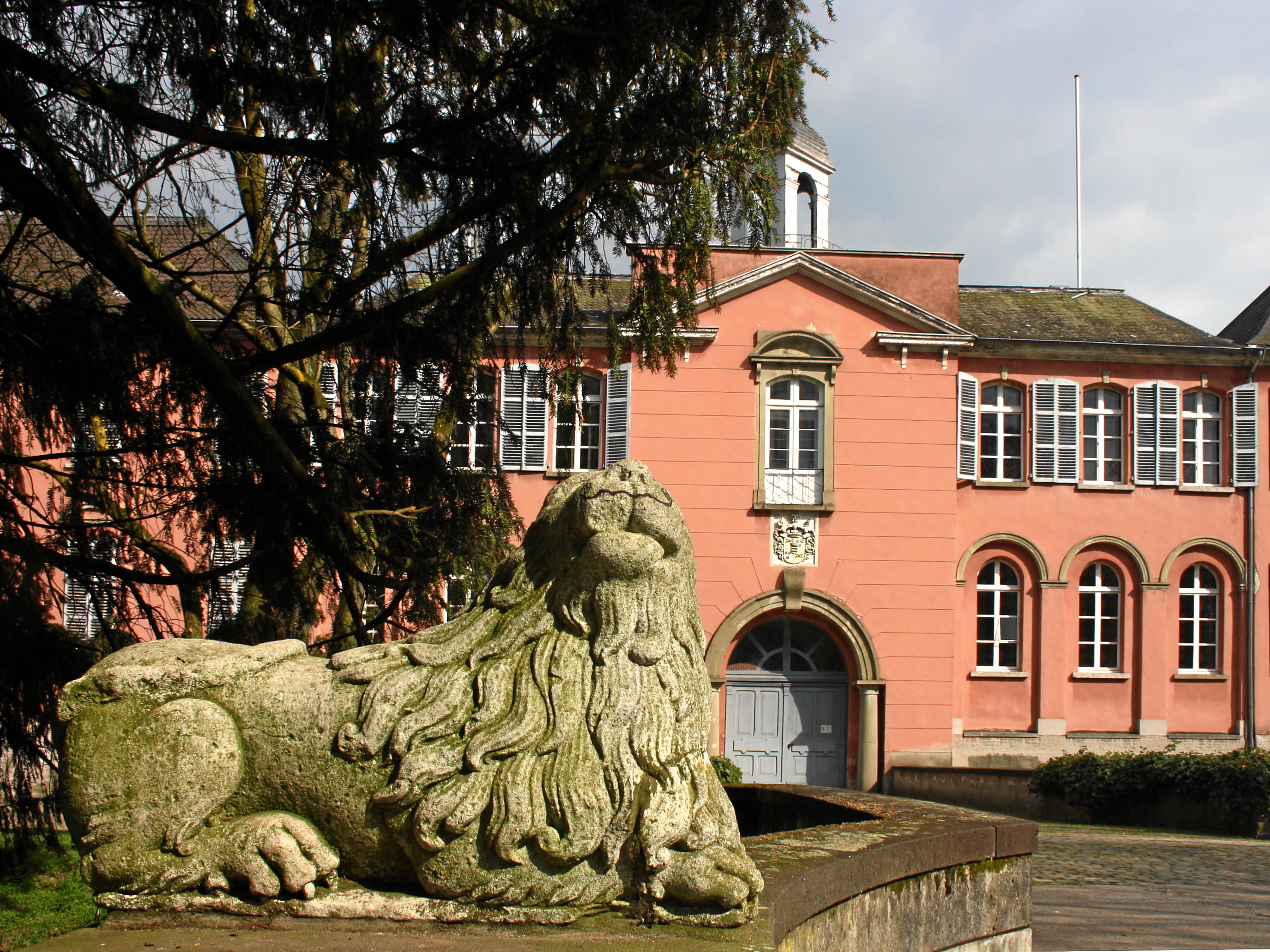
Schloss Kalkum
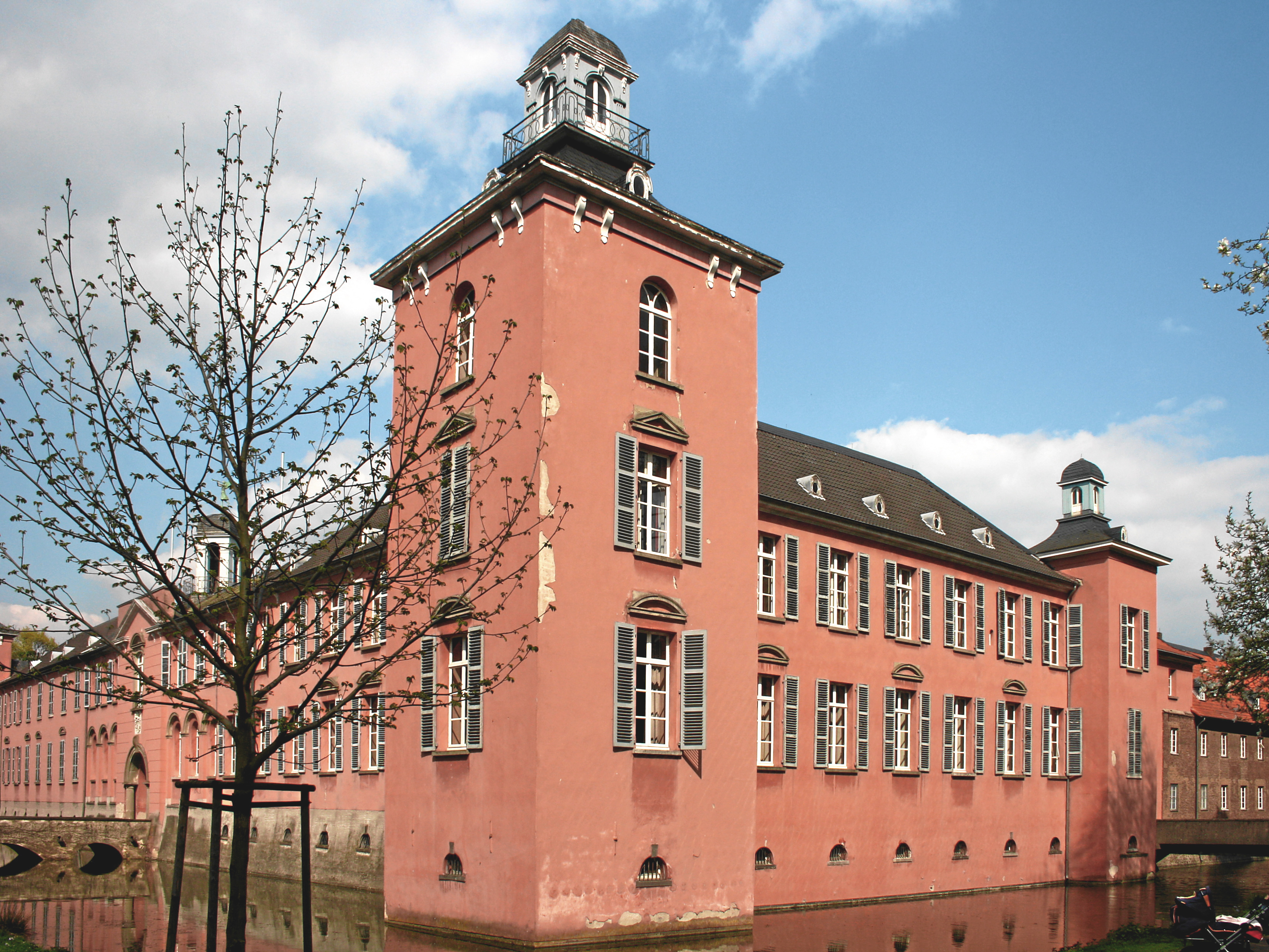

## Verkehr
1846 wurde von der Köln-Mindener Eisenbahn-Gesellschaft der Abschnitt Düsseldorf – Duisburg in Betrieb genommen. Kalkum war mit einem eigenen Bahnhof an diese Strecke angeschlossen. Dieser an der Bahnstrecke Köln–Duisburg gelegene Halt wurde nach Eröffnung des nur 1,5 km entfernten Bahnhofs Düsseldorf Flughafen stillgelegt; Reste des Bahnsteigs sind bei der Durchfahrt noch erkennbar. Vor dem 27. Mai 1990 hielten hier zuletzt die Züge der S-Bahn-Linie 1. Auf der Stadtbahn-Linie 79 erreicht man Kalkum über die Haltestelle Kalkumer Schlossallee. Abzweigend von der Bundesstraße 8 ist Kalkum durch die Landesstraße L 422 erschlossen.

## Söhne und Töchter
- Johann Peter von Langer (1756–1824), deutscher Maler
- Wilhelm Schmitz (1828–1898), deutscher Philologe und Gymnasialdirektor